# Матема (остров)
Матема — остров в группе Островов Риф (Соломоновы Острова, провинция Темоту).

## Общие сведения
Остров обитаем. Жители общаются на языке пилени, который относится к полинезийским. На нём говорят и на некоторых других островах из группы Островов Риф, а также на островах Таумако, что расположены в 200 милях к востоку. Говорящие на пилени считаются потомками выходцев с Тувалу.
Остров Матема окружён круглым рифом диаметром около 1 км. В 1.3 км к северу от него находится риф Малим.